# 湯原昌幸
湯原 昌幸（ゆはら まさゆき、1947年3月5日 - ）は、日本の歌手、俳優、レポーター、司会者、パネラーなどをこなすマルチタレント。本名は桜井 昌幸。茨城県牛久市出身。日本大学鶴ヶ丘高等学校卒業、日本大学芸術学部放送学科中退。血液型B型。
妻は、タレント・女優・歌手の荒木由美子。所属事務所はハブ・マーシー。

## 略歴
- 江東区立深川第六中学校時代に劇団ひまわりの門を叩くが、高校受験のために中途断念している。
- 銀座ACBの新人コンクールに合格した後に、東京音楽学院でボーカルを学んでいる。
- 1964年、『ホイホイ・ミュージックスクール』(日本テレビ)への出演がきっかけで、東洋企画に入社。バンド『スウィング・ウエスト』に入り、ボーカルとして歌の腕を磨きながら、MCも担当する。
- 1970年、スウィング・ウエスト解散後に『見知らぬ世界』でソロデビューするが、売り上げは上がらず、家業の手伝いや、ジャズ喫茶出演で生計を立てていた。
- 1971年カワハラ企画に移籍後、ソロデビューから2枚目のシングルで、スウィング・ウエスト時代のヒット曲のリメイク、『雨のバラード』がオリコンチャート1位、62万枚のセールス[1]、累計120万枚の大ヒット[2]。一躍、歌手として脚光を浴びる。しかし、その後は本業としていた歌手としての人気が低迷。数々の曲を発表したものの、『北の盛り場』がややヒットしたのを除き、なかなか売れない時期が続く。
- 軽快なMCの経験を生かし、コメディアンにも挑戦。30分の間に30曲分のショートコントを一挙に放送する『せんみつ・湯原のドット30!』（TBS）などに出演しお茶の間の人気者になる。『ドット30!』でのせんだみつおとのコンビは大人気を博し、後に明星食品のラーメンのCMに共演する事になる[注釈 1]。その一方で、スウィング・ウエスト時代から手がけている作詞・作曲の腕を生かし、せんだに“加山雄三調”のシングル曲「高原の二人」を提供した（作曲のみ）。また、ペンネームの穂波唯名義で自身の楽曲制作や楽曲提供を行っている[3]。
- その後は、俳優として数々の映画やテレビドラマに出演する一方、『うわさのチャンネル!!』（日本テレビ）や『ザ・スターボウリング』（テレビ東京）などで司会者としても活躍。また『なるほど!ザ・ワールド』（フジテレビ）のパネラーやレポーター、『わくわく動物ランド』（TBS）のパネラーとしても活躍し、どんな仕事にも対応できる器用なマルチタレントとして重宝される。
- 1983年、タレントで女優の荒木由美子と結婚。36歳にして当時23歳の美女・荒木と結婚したことで、世間から羨ましがられていた。
- 2003年、本業である歌手として『冬桜』を発表。歌詞の内容が団塊の世代に受け、有線放送から火がつき、CDの出荷数が徐々に増していき、数年かけてCD出荷総数が10万枚を超すロングセラーとなり、現在でも有線放送では欠かせない曲となっている。
- 2004年、『冬桜』にて、第37回日本有線大賞・有線音楽優秀賞を受賞。
- 2006年2月、新曲『都忘れ』を発表。
- 2007年10月、新曲『柚子』を発表。
- 2008年7月、『人生半分』『冬桜』など一連の楽曲の作曲者でもあるすぎもとまさとと結成したユニット“ルービー・ブラザーズ”として「ふたりで竜馬をやろうじゃないか」をリリースした[4][注釈 2]。
- 2009年11月、妻・荒木由美子との共著「夫婦力」を出版。同年12月11日、『徹子の部屋』へ荒木と共に夫婦揃って出演。
- 2013年、レコード会社をこれまで在籍していたアップフロントワークスからテイチクエンタテインメントへ移籍。

## ディスコグラフィ

### シングル
- 「穂波唯」は湯原のペンネーム。

| #  | 発売日          | 曲順 | タイトル                          | 作詞         | 作曲                | 編曲                    | レーベル            | 規格品番   |
| -- | --------------- | ---- | --------------------------------- | ------------ | ------------------- | ----------------------- | ------------------- | ---------- |
| 1  | 1970年 4月1日   | A面  | 見知らぬ世界                      | こうじはるか | 植田嘉靖            | 馬飼野俊一              | ユニオン レコード   | US-682     |
| 1  | 1970年 4月1日   | B面  | 二人で歩こう                      | こうじはるか | 植田嘉靖            | 馬飼野俊一              | ユニオン レコード   | US-682     |
| 2  | 1971年 4月1日   | A面  | 雨のバラード                      | こうじはるか | 植田嘉靖            | 玉木宏樹                | ユニオン レコード   | US-706     |
| 2  | 1971年 4月1日   | B面  | 今にわかるわ                      | 佐藤由紀     | 加藤秀男            | 玉木宏樹                | ユニオン レコード   | US-706     |
| 3  | 1971年 11月1日  | A面  | 愛があれば                        | 麻生たかし   | 筒美京平            | 高田弘                  | ユニオン レコード   | US-724     |
| 3  | 1971年 11月1日  | B面  | ある雨の日の思い出                | こうじはるか | 植田嘉靖            | 広瀬雅一                | ユニオン レコード   | US-724     |
| 4  | 1972年 3月      | A面  | 愛の影                            | こうじはるか | 植田嘉靖            | 小谷充                  | ユニオン レコード   | US-736     |
| 4  | 1972年 3月      | B面  | 霧の街角                          | こうじはるか | 植田嘉靖            | 玉木宏樹                | ユニオン レコード   | US-736     |
| 5  | 1972年 7月      | A面  | 裏窓                              | 山口あかり   | 平尾昌晃            | 竜崎孝路                | ユニオン レコード   | US-749     |
| 5  | 1972年 7月      | B面  | あなたに捧げる詩                  | 山口あかり   | 平尾昌晃            | 竜崎孝路                | ユニオン レコード   | US-749     |
| 6  | 1972年 12月     | A面  | 君はいない                        | 伊丹恵       | 鈴木邦彦            | 鈴木邦彦                | ユニオン レコード   | US-765     |
| 6  | 1972年 12月     | B面  | ふたりの教会                      | 重松敏夫     | 鈴木邦彦            | 鈴木邦彦                | ユニオン レコード   | US-765     |
| 7  | 1973年 5月      | A面  | 求婚                              | 阿久悠       | 都倉俊一            | 都倉俊一                | ユニオン レコード   | US-785     |
| 7  | 1973年 5月      | B面  | ある夜の出来事                    | 阿久悠       | 都倉俊一            | 都倉俊一                | ユニオン レコード   | US-785     |
| 8  | 1973年 11月     | A面  | 北の盛り場                        | 阿久悠       | 井上忠夫            | 竜崎孝路                | キャニオン レコード | A-196      |
| 8  | 1973年 11月     | B面  | 女の部屋                          | 阿久悠       | 井上忠夫            | 竜崎孝路                | キャニオン レコード | A-196      |
| 9  | 1974年 3月      | A面  | 街はずれの酒場で                  | 阿久悠       | 井上忠夫            | 馬飼野康二              | キャニオン レコード | A-207      |
| 9  | 1974年 3月      | B面  | 涙の最終便                        | 阿久悠       | 井上忠夫            | 馬飼野康二              | キャニオン レコード | A-207      |
| 10 | 1974年 8月      | A面  | エアポート                        | 阿久悠       | 井上忠夫            | 竜崎孝路                | キャニオン レコード | A-226      |
| 10 | 1974年 8月      | B面  | 悲恋ホテル                        | 阿久悠       | 井上忠夫            | 竜崎孝路                | キャニオン レコード | A-226      |
| 11 | 1975年 2月      | A面  | 昨日の女                          | 阿久悠       | 五十嵐悟            | 神保正明                | キャニオン レコード | A-249      |
| 11 | 1975年 2月      | B面  | 私の意地                          | 阿久悠       | 五十嵐悟            | 神保正明                | キャニオン レコード | A-249      |
| 12 | 1975年 6月      | A面  | がんばれ長嶋ジャイアンツ          | 寺山修司     | 小林亜星            | 小杉仁三                | キャニオン レコード | A-267      |
| 12 | 1975年 6月      | B面  | 男長嶋ジャイアンツ                | 寺山修司     | 小林亜星            | 小杉仁三                | キャニオン レコード | A-267      |
| 13 | 1975年 11月     | A面  | 旅占い                            | 喜多條忠     | 司啓介              | 小杉仁三                | キャニオン レコード | A-288      |
| 13 | 1975年 11月     | B面  | 本気にならないで                  | 喜多條忠     | 司啓介              | 小杉仁三                | キャニオン レコード | A-288      |
| 14 | 1976年 8月      | A面  | 横浜・こぬか雨                    | 喜多條忠     | 湯原昌幸            | 若草恵                  | キャニオン レコード | C-11       |
| 14 | 1976年 8月      | B面  | 決意                              | 湯原昌幸     | 湯原昌幸            | 若草恵                  | キャニオン レコード | C-11       |
| 15 | 1977年 10月     | A面  | あなたセ・ラ・ヴィ                | 池田友彦     | 森雪之丞            | 土持城夫                | キャニオン レコード | C-71       |
| 15 | 1977年 10月     | B面  | ステップ・バイ・ステップ          | 池田友彦     | 穂波唯              | 土持城夫                | キャニオン レコード | C-71       |
| 16 | 1981年 8月      | A面  | 黒い花びら                        | 永六輔       | 中村八大            | 土持城夫                | トリオ レコード     | 3B-713     |
| 16 | 1981年 8月      | B面  | 酒場の女                          | いずみゆたか | 穂波唯              | 土持城夫                | トリオ レコード     | 3B-713     |
| 17 | 1983年 4月      | A面  | 笑ってくれるな                    | 村山せいじ   | 小林亜星            | 京建輔                  | トリオ レコード     | 3B-753     |
| 17 | 1983年 4月      | B面  | 鯉太郎華の旅                      | 原すすむ     | 穂波唯              | 京建輔                  | トリオ レコード     | 3B-753     |
| 18 | 1997年 10月25日 | 01   | 時間を止めて                      | ゆうき詩子   | 四方章人            | 今泉敏郎                | Y.J. サウンズ       | PSDF-5031  |
| 18 | 1997年 10月25日 | 02   | 主役                              | ゆうき詩子   | 四方章人            | 今泉敏郎                | Y.J. サウンズ       | PSDF-5031  |
| 19 | 1999年 10月21日 | 01   | 嘘でもいいの                      | ゆうき詩子   | 湯原昌幸            | 船山基紀                | zetima              | EPDE-1057  |
| 19 | 1999年 10月21日 | 02   | あなたに薔薇よりくちびるを        | もりちよこ   | 湯原昌幸            | 船山基紀                | zetima              | EPDE-1057  |
| 20 | 2001年 1月24日  | 01   | 人生半分                          | たきのえいじ | 杉本真人            | 高橋諭一                | zetima              | EPDE-1086  |
| 20 | 2001年 1月24日  | 02   | ラーメンどんぶり 流れ唄           | もりちよこ   | 湯原昌幸            | 前嶋康明                | zetima              | EPDE-1086  |
| 21 | 2002年 7月17日  | 01   | 夢なかば                          | たきのえいじ | 杉本真人            | 今泉敏郎                | zetima              | EPDE-1101  |
| 21 | 2002年 7月17日  | 02   | 雨のバラード                      | こうじはるか | 植田嘉靖            | 川村栄二                | zetima              | EPDE-1101  |
| 22 | 2003年 10月1日  | 01   | 冬桜                              | たきのえいじ | 杉本真人            | 今泉敏郎                | zetima              | EPCE-5228  |
| 22 | 2003年 10月1日  | 02   | ナツメロBOYS                      | もりちよこ   | 湯原昌幸            | 今泉敏郎                | zetima              | EPCE-5228  |
| 23 | 2006年 1月25日  | 01   | 都忘れ                            | たきのえいじ | 杉本眞人            | 矢野立美                | Rice Music          | PKCP-2017  |
| 23 | 2006年 1月25日  | 02   | 一途人〜いちずびと〜              | もりちよこ   | 湯原昌幸            | 信田かずお              | Rice Music          | PKCP-2017  |
| 24 | 2007年 10月31日 | 01   | 柚子                              | ちあき哲也   | 杉本眞人            | 佐藤準                  | Rice Music          | PKCP-2031  |
| 24 | 2007年 10月31日 | 02   | 道                                | たきのえいじ | 湯原昌幸            | 佐藤準                  | Rice Music          | PKCP-2031  |
| 25 | 2009年 8月26日  | 01   | 蝉しぐれ                          | たきのえいじ | 三木たかし 藤竜之介 | 若草恵                  | Rice Music          | PKCP-2047  |
| 25 | 2009年 8月26日  | 02   | 途中下車                          | 荒木とよひさ | 羽場仁志            | 若草恵                  | Rice Music          | PKCP-2047  |
| 25 | 2009年 8月26日  | 03   | 千年の旅人                        | もりちよこ   | 安岡洋一郎          | 鈴木豪                  | Rice Music          | PKCP-2047  |
| 26 | 2011年 9月14日  | 01   | 幸せの回数                        | もりちよこ   | 田尾将実            | 塩入俊哉                | Rice Music          | PKCP-2072  |
| 26 | 2011年 9月14日  | 02   | 夕焼けのあなた                    | もりちよこ   | 湯原昌幸            | 塩入俊哉                | Rice Music          | PKCP-2072  |
| 27 | 2012年 4月25日  | 01   | すいかずら〜金銀花〜              | 石原信一     | 田尾将実            | 塩入俊哉                | Rice Music          | PKCP-2079  |
| 27 | 2012年 4月25日  | 02   | 幸せの回数                        | もりちよこ   | 田尾将実            | 塩入俊哉                | Rice Music          | PKCP-2079  |
| 27 | 2012年 4月25日  | 03   | 道                                | たきのえいじ | 湯原昌幸            | 佐藤準                  | Rice Music          | PKCP-2079  |
| 28 | 2013年 9月18日  | 01   | ないものねだり                    | 田久保真見   | 田尾将実            | 矢野立美                | テイチク            | TECA-12476 |
| 28 | 2013年 9月18日  | 02   | 引き潮                            | 田久保真見   | 田尾将実            | 矢野立美                | テイチク            | TECA-12476 |
| 29 | 2014年 6月18日  | 01   | 俺でよかったのか                  | 田久保真見   | 田尾将実            | 竜崎孝路                | テイチク            | TECA-12528 |
| 29 | 2014年 6月18日  | 02   | Hasta La Vista                    | ものみまむ   | ものみまむ          | テレンス・ ニコラ・梅木 | テイチク            | TECA-12528 |
| 30 | 2015年 3月18日  | 01   | 菜の花                            | 田久保真見   | 田尾将実            | 矢野立美                | テイチク            | TECA-12589 |
| 30 | 2015年 3月18日  | 02   | 青春の坂道                        | 井上輝彦     | 湯原昌幸            | 矢野立美                | テイチク            | TECA-12589 |
| 31 | 2015年 11月18日 | 01   | 再会酒                            | 夜美まこと   | 徳久広司            | 石倉重信                | テイチク            | TECA-13645 |
| 31 | 2015年 11月18日 | 02   | ぜんまいじかけ                    | 西村道夫     | 湯原昌幸            | 石倉重信                | テイチク            | TECA-13645 |
| 32 | 2016年 8月24日  | 01   | マッチ                            | 宮田純花     | 湯原昌幸            | 高島政晴 鈴木豪         | テイチク            | TECA-13698 |
| 32 | 2016年 8月24日  | 02   | 笑い飛ばせばいい                  | 伊藤薫       | 湯原昌幸            | 高島政晴                | テイチク            | TECA-13698 |
| 33 | 2017年 4月19日  | 01   | 北街・辛口・恋酒場                | 宮田純花     | 湯原昌幸            | 石倉重信                | テイチク            | TECA-13756 |
| 33 | 2017年 4月19日  | 02   | 雨の夜だから                      | 伊藤薫       | 湯原昌幸            | 石倉重信                | テイチク            | TECA-13756 |
| 34 | 2018年 4月18日  | 01   | 風のララバイ                      | 田久保真見   | 若草恵              | 若草恵                  | テイチク            | TECA-13837 |
| 34 | 2018年 4月18日  | 02   | Si・Si・Si                        | ものみまむ   | いずみゆたか        | 山口正美                | テイチク            | TECA-13837 |
| 35 | 2019年 2月20日  | 01   | 星になるまで                      | 田久保真見   | 杉本眞人            | 猪股義周                | テイチク            | TECA-13898 |
| 35 | 2019年 2月20日  | 02   | 風は旅びと                        | 喜多條忠     | 湯原昌幸            | 鈴木豪                  | テイチク            | TECA-13898 |
| 36 | 2022年 7月20日  | 01   | 何もない手のひらは                | 田久保真見   | 田尾将実            | 田代修二                | テイチク            | TECA-22040 |
| 36 | 2022年 7月20日  | 02   | おやじの勲章                      | 荒木とよひさ | 湯原昌幸            | 鈴木豪                  | テイチク            | TECA-22040 |
| 37 | 2024年 3月6日   | 01   | たそがれロマン                    | さくらちさと | 森正明              | 鈴木豪                  | テイチク            | TECA-24010 |
| 37 | 2024年 3月6日   | 02   | 虹の道                            | 湯原昌幸     | 湯原昌幸            | 宮澤謙                  | テイチク            | TECA-24010 |
| 37 | 2024年 3月6日   | 03   | 雨のバラード (弾語り・バージョン) | こうじはるか | 植田嘉靖            | 鈴木豪                  | テイチク            | TECA-24010 |
| 37 | 2024年 3月6日   | 04   | Fu・Ta・Ri                        | 伊藤薫       | 伊藤薫              | 宮澤謙                  | テイチク            | TECA-24010 |

#### デュエット・シングル
| 発売日         | デュエット | 曲順 | タイトル                        | 作詞       | 作曲     | 編曲     | レーベル | 規格品番   |
| -------------- | ---------- | ---- | ------------------------------- | ---------- | -------- | -------- | -------- | ---------- |
| 2015年 8月19日 | 西崎緑     | 01   | 同級生                          | 松宮恭子   | 鈴木豪   | 鈴木豪   | テイチク | TECA-13624 |
| 2015年 8月19日 | 西崎緑     | 02   | 青山 通り雨                     | 松宮恭子   | 鈴木豪   | 鈴木豪   | テイチク | TECA-13624 |
| 2016年 7月20日 | 西崎緑     | 01   | 再会酒 〜デュエットバージョン〜 | 夜美まこと | 徳久広司 | 石倉重信 | テイチク | TECA-13695 |
| 2016年 7月20日 | 西崎緑     | 02   | ほろ酔い五番街                  | 宮田純花   | 湯原昌幸 | 高島政晴 | テイチク | TECA-13695 |

#### 企画シングル
- ルービー・ブラザーズ名義（湯原昌幸・杉本眞人）

| # | 発売日         | 曲順 | タイトル                       | 作詞         | 作曲     | 編曲     | レーベル | 規格品番   |
| - | -------------- | ---- | ------------------------------ | ------------ | -------- | -------- | -------- | ---------- |
| 1 | 2008年 7月23日 | 01   | ふたりで竜馬をやろうじゃないか | 荒木とよひさ | 杉本眞人 | 佐藤準   | テイチク | TECA-12148 |
| 1 | 2008年 7月23日 | 02   | ハートブレイク・ダンディー     | 建石一       | 杉本眞人 | 佐藤準   | テイチク | TECA-12148 |
| 2 | 2014年 8月20日 | 01   | ちょい悪 Vintage Boys          | 松宮恭子     | 杉本眞人 | 佐藤和豊 | テイチク | TECA-12537 |
| 2 | 2014年 8月20日 | 02   | 悪友                           | 都城光人     | 杉本眞人 | 佐藤和豊 | テイチク | TECA-12537 |
| 3 | 2018年 8月15日 | 01   | 涙は熱いんだな                 | 田久保真見   | 杉本眞人 | 猪股義周 | テイチク | TECA-13870 |
| 3 | 2018年 8月15日 | 02   | 夕顔                           | 伊藤薫       | 湯原昌幸 | 鈴木豪   | テイチク | TECA-13870 |

- 湯原昌幸&The Swing West名義

| 発売日         | 曲順 | タイトル            | 作詞         | 作曲     | 編曲   | レーベル   | 規格品番  |
| -------------- | ---- | ------------------- | ------------ | -------- | ------ | ---------- | --------- |
| 2010年 8月25日 | 01   | Love comedyららばい | 荒木とよひさ | 羽場仁志 | 佐藤準 | Rice Music | PKCP-2063 |
| 2010年 8月25日 | 02   | 黄昏の天使たち      | 荒木とよひさ | 堀内孝雄 | 佐藤準 | Rice Music | PKCP-2063 |

- ダニーボーイズ名義（湯原昌幸・南部なおと）

| 発売日         | 曲順 | タイトル           | 作詞     | 作曲           | 編曲   | レーベル     | 規格品番   |
| -------------- | ---- | ------------------ | -------- | -------------- | ------ | ------------ | ---------- |
| 2021年 6月16日 | 01   | 涙のサイドウォーク | 松井五郎 | ダニーボーイズ | 塩塚博 | 徳間ジャパン | TKCA-91351 |
| 2021年 6月16日 | 02   | トワイライトLOVE   | 湯原昌幸 | 湯原昌幸       | 宮澤謙 | 徳間ジャパン | TKCA-91351 |
| 2021年 6月16日 | 03   | 別れのジルバ       | 湯原昌幸 | 湯原昌幸       | 宮澤謙 | 徳間ジャパン | TKCA-91351 |

### アルバム
| 発売日         | タイトル                                      | レーベル           | 規格 | 規格品番  |
| -------------- | --------------------------------------------- | ------------------ | ---- | --------- |
| 1971年         | 雨のバラード                                  | ユニオンレコード   | LP   | JLP-517   |
| 1972年         | 輝く愛の世界                                  | ユニオンレコード   | LP   | ULP-2006  |
| 1974年3月      | 街はずれの酒場で・北の盛り場                  | キャニオンレコード | LP   | C-3037    |
| 1974年11月     | エアポート                                    | キャニオンレコード | LP   | C-3050    |
| 1993年12月1日  | ゴールデンメモリアルアルバム ザ・コントラスト | SPEC               | CD   | MY-0035   |
| 2001年12月5日  | スーパーベスト－人生半分－                    | zetima             | CD   | EPCE-5135 |
| 2005年3月24日  | 「冬桜」湯原昌幸全曲集                        | Rice Music         | CD   | PKCP-2009 |
| 2007年5月23日  | 途中駅〜Never Ending Life〜                   | Rice Music         | CD   | PKCP-2025 |
| 2008年12月10日 | 全曲集〜柚子〜                                | Rice Music         | CD   | PKCP-2041 |
| 2012年1月25日  | 全曲集〜幸せの回数〜                          | Rice Music         | CD   | PKCP-2077 |
| 2016年2月17日  | 湯原昌幸ベストアルバム                        | テイチク           | CD   | TECE-3368 |

### タイアップ曲
| 年     | 楽曲                   | タイアップ                                 |
| ------ | ---------------------- | ------------------------------------------ |
| 1997年 | 主役                   | テレビ東京系『特選・ぶらり旅』EDテーマ     |
| 2001年 | 人生半分               | テレビ東京系『愛の貧乏脱出大作戦』EDテーマ |
| 2001年 | ラーメンどんぶり流れ唄 | NHK『みんなのうた』挿入歌                  |

## 楽曲提供
- 大信田礼子
  - 『あの愛をもう一度』（1972年、作曲）

- 松鶴家千とせ
  - 『或る雨の詩』（1976年、作曲）

- せんだみつお
  - 『高原の二人』（1977年、作曲）

- 福田みのる
  - 『あまのじゃく』（2020年、作詞・作曲）
  - 『男の砂時計』（2023年、作詞・作曲）

- レイジュ
  - 『手相』（2022年、作曲）

## 出演

### テレビ番組
- ABOBAゲーム
- シャボン玉こんにちは
- ’75びっくり人間登場
- 湯原昌幸のプレイメイツ!!
- お笑いマンガ道場
- 湯原・弓奈のドット!通販
- 静岡発そこ知り
- ウッティな木曜日
- 金曜10時!うわさのチャンネル!!
- 社長かヒラか!ハイ&ロー
- シャープ・スターアクション
- リビング11
- せんみつ・湯原ドット30
- さかなちゃん
- ザ・スターボウリング
- なるほど!ザ・ワールド
- テレビ探偵団
- わくわく動物ランド
- ザ・チャンス!
- 欽ドン!
- 飛べ!孫悟空
- ことしの牡丹はよいぼたん
- チバテレビカラオケ大賞21　- 司会

### テレビドラマ
- 同棲時代
- 水戸黄門
- 夜明けの刑事
- 西部警察
- 噂の刑事トミーとマツ 第65話「しばしお別れ、トミマツ大サービス」- 丸山修治
- ギョーカイ君が行く!
- その時、妻は2
- ドラマ愛の詩・エスパー魔美 第7話「カムバック大作戦」 - 任紀高志
- ひまわりの歌 第1話「ミステリーな僕の生れ」
- うちの子にかぎって… 第3話「禁じられたアソビ」・第7話「ちいさな恋のものがたり」 - 西川正夫
- 天まであがれ! 第20話 - 山崎五郎
- 銭形平次
- 事件ファイル110 甘ったれるな 第5話 - 中谷巡査
- 大都会25時 第2話「独身刑事の父子ゲーム」
- 南町奉行捕物帖 怒れ!求馬 - 為吉
- 大江戸を駈ける! - 為吉

### ラジオ番組
- 湯原昌幸のおはよう有楽町
- 湯原昌幸のジョイフルモーニングニッポン
- ミュージックギフト
- 湯原昌幸のマイハートフルSONG
- 昌幸・美ゆきのチャレンジリクエスト
- 湯原昌幸・歌そして人生
- 湯原・ピン子の歌謡大行進（文化放送）
- 湯原昌幸の楽スウィング
- 湯原昌幸の人生日和
- えんか侍
- 湯原昌幸のシング・スウィング・ソング
- サイボーグ009

### 映画
- にっぽん美女物語（1974年）
- にっぽん美女物語-女の中の女（1975年）
- がんばれ!若大将（1975年）
- 激突!若大将（1976年）
- トラック野郎シリーズ
  - トラック野郎・御意見無用（1975年）
  - トラック野郎・男一匹桃次郎（1977年）
- けんか空手 極真無頼拳
- 男の腕だめしシリーズ
- キンキンのルンペン大将（1976年）
- 坊っちゃん（1977年）
- 男はつらいよ 翔んでる寅次郎（1979年）- 旅館の若旦那 役
- ピーマン80（1979年）
- 二百三高地（1980年）
- 野菊の墓（1981年）
- 誘拐報道（1982年）
- GSワンダーランド（2008年）手島清宣（TV番組の司会者）役で出演。

### CM
- 明星食品『うまかめん』（せんだみつおと共演）
- 沖電気『かわら版』
- サンヨー食品『カップスター』
- カルビー『ポテトチップス』『サッポロポテト・バーベQあじ』
- シャープ
  - 『ハイクッカー』（電子レンジ）
  - 『アラスカ』（冷蔵庫）
  - 『ちびでか』（カラーテレビ）
  - 『愛情』（洗濯機）
  - 『ペチカ』（石油ストーブ）
- コクヨ『ひっつき虫』
- 花王『トイレ・クイックル』（夫婦で共演）
- 日本香堂『かたりべ』（夫婦で共演）

### 舞台
- ゆめ花火（座長公演）

## 人物
- 誰にでも好かれる性格で、芸能界でも悪評がたったことがない。
- ギャグを考えるのが得意で、せんだみつおが後に自分のギャグとした「ナハ」は元々は湯原が考えたギャグである[5]。

## 趣味
- 作詞、作曲、ゴルフ、釣り、スキー など

## 結婚後の私生活
湯原は、母・吉の（よしの）と母子で生活していたため、荒木由美子は湯原との結婚と同時に芸能界から引退し専業主婦になり（1990年代まで主婦タレントとしてCMなどに出演することはあった）、母と同居することになる。結婚して2週間後、母が糖尿病からくる足にできた血栓のため入院。退院後は荒木による食事療法が始まったが、5年後の1988年、幼稚園児になっていた長男が、母の奇行を荒木に告げ、湯原の耳にも入る。病院での検査の結果、母は認知症であることが判明。ここから湯原・荒木夫妻のすさまじい介護生活が始まる。
母の介護は主に荒木が担当するも、症状が日に日に悪くなっていく毎日であるため、湯原も仕事場では笑顔であるが心労が隠し切れない日々が続く。帰宅すれば「生き地獄」「壮絶」という言葉しか当てはまらないほど、母の認知症は悪化していた。あまりの症状の悪化で、精神的に滅入っていた湯原が母の首に手をかけるところまでいくが、荒木の悲痛な叫びによって最悪の事態を免れる（荒木談）。自宅での介護を諦めて、荒木が母を連れて紹介された介護施設を訪れるが、そこは精神科の施設で、窓に鉄格子が取り付けられている施設だったため、さすがの荒木も「あまりに可哀想…」と、母を連れて自宅へ戻る。
その後、母は病院に入院することになるが、転院のたびに病状は悪化。認知症との壮絶な闘いは14年間続くも、その間、湯原は荒木に対し常に「由美ちゃん、ありがとう」「悪いね」といった感謝の言葉を欠かさなかった。そして2003年1月、母は急性白血病で死去。母が意識をなくす3日前には認知症であるとは思えないほど、嫁である荒木に感謝の言葉をかけ、長男にも「昌幸にそっくり」などと、まもなく訪れる最期を知らせるかのように、夫妻と長男の3人にやさしい言葉を残した。
母が死去したことで、結婚して2週間後から始まった夫妻の壮絶な20年間の介護生活は幕を閉じる。荒木は母の死去で生きる気力を一時失うが、2004年、母の20年間に渡る壮絶な介護生活を執筆した『覚悟の介護―介護20年 愛と感動の家族物語』の発売を機に、20年ぶりに芸能界へ本格復帰。湯原も「冬桜」のヒットで各方面からの出演依頼があり、結婚20年目にして、歌手として初めて荒木と夫婦揃っての共演を果たす。

## 近況
芸能界のおしどり夫婦として、旅番組やテレビショッピングなどに多数出演している。先述の荒木の著書が話題になり、荒木が介護体験を語る福祉番組に出演する際にはゲスト出演することもある。2008年11月公開の『GSワンダーランド』で、久々に映画にも出演。
本業の歌手としても、2006年2月、約3年ぶりの新曲『都忘れ』をリリースした。翌2007年5月30日には、ミニアルバム『途中駅〜Never Ending Life〜』を発表、その収録曲である『千年の旅人』は、芸能界デビュー時はアイドル歌手だった荒木との初のデュエットソングである。また6月10日には『いつみても波瀾万丈』（日本テレビ系列）に夫婦で出演。20年にわたる実母の介護生活などの想い出を、2人は涙ながらに語っていた。